# Target Hill
Der Target Hill (englisch für Zielhügel) ist ein markanter und 1010 m hoher Hügel an der Oskar-II.-Küste des Grahamlands im Norden der Antarktischen Halbinsel. Er ragt 10 km westlich des Mount Fritsche an der Südflanke des Leppard-Gletschers auf.
Seinen Namen verdankt der Hügel Wissenschaftlern des Falkland Islands Dependencies Survey, die ihn 1955 als Landmarke für ihren Abstieg vom Richthofen-Pass nutzten.